# Hope Never Dies
Hope Never Dies – utwór czeskich piosenkarzy Marty Jandovej i Václava Noida Bárty z 2015. Piosenkę napisał Václav Noid Bárta.
W 2015 utwór reprezentował Czechy w 60. Konkursie Piosenki Eurowizji w Wiedniu. Michael Kocáb, który zasiadał w komisji jurorskiej w wewnętrznych eliminacjach eurowizyjnych, opisał utwór jako posiadający „specyficzny, miły refren oraz zaskakujące modulacje”. Utwór zajął 13. miejsce w półfinale Eurowizji 2015.